# 1863 أنتينوس
1863 أنتينوس هو كويكب صخري من كويكبات أبولو، يبلغ قطره حوالي 2–3 كيلومتر، ويصنف كجسم قريب من الأرض (NEO).تم اكتشافه في 7 مارس 1948، من قبل عالم الفلك الأمريكي كارل ألفار ويرتانن في مرصد ليك على قمة جبل هاميلتون بولاية كاليفورنيا.التعين المؤقت 1948 EA وسمي أنتينوس نسبة لأنطونيوس من الميثولوجيا الإغريقية..>وقد نشر مركز الكواكب الصغيرة الاستشهاد الرسمي بالتسمية قبل / نوفمبر 1977.

## اقرأ أيضا
- 2008 TC3 نيزك

## وصلات خارجية
- 1863 أنتينوس في قاعدة بيانات مختبر الدفع النفاث لأجرام النظام الشمسي الصغيرة

- الاكتشاف · مخطط المدار ·  العناصر المدارية · المعلمات المادية

- Asteroid Lightcurve Database (LCDB), query form (info)
- Dictionary of Minor Planet Names, Google books
- (1863) Antinous, NEODyS-2
- Discovery Circumstances: Numbered Minor Planets (1)-(5000) – Minor Planet Center